# Rumford (Maine)
Rumford est une ville située dans l’État américain du Maine, dans le comté d'Oxford.

## Population
Selon le recensement de 2010, sa population est de 8 472 habitants.

## Géographie
La ville a une superficie de 69,9 miles carrés (180,9 km2), donc, 68,6 miles carrés (177,7 km2) en terre ferme et 1,2 mile carré (3,2 km2) donc (1,79 %) en eau. Rumford est localisée auprès de l'endroit où les rivières Concord, Ellis, et Swift rejoignent la rivière Androscoggin. La montagne noire a une hauteur de 2,133 pieds (650 m), et Rumford Whitecap, elevation de 2,197 pieds (670 m), sont au nord.

## Histoire
Le nom ancien de Rumford fut New Pennacook Plantation. Le village fut établi en 1779 par Timothy Walker, Jr. et ses associés de Concord, New Hampshire. Pennacook et Rumford était anciennement les noms de Concord, d'où provenaient la plupart des premiers habitants. Cependant, le premier pionnier fut Jonathan Keyes et son fils François en 1782 de Shrewsbury, Massachusetts. Incorporé en 1800, le village annexa des terres de Peru et la Plantation de Franklin.

## Économie
Rumford compte un important domaine industriel de papier et une station de sports d'hiver Black Mountain of Maine.

## Monuments et patrimoine

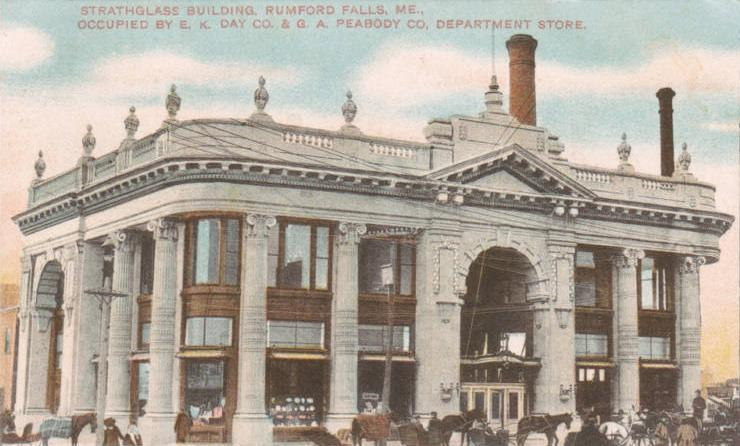
L'édifice Strathglass

La plupart de la ville connut une prospérité sans précédent au début du XXe siècle, et Rumford garde beaucoup d'édifices de style Victorian et d'architecture Edwardienne. L'édifice le plus notable est celui situé dans le parc Strathglass Park, la première compagnie à avoir son propre site au pays.

## Culture
Dans le dernier recensement de 2010, 37 % de la population se sont décrits comme d'origine canadienne-française (3138 sur une population de 8472).

## Sport
Rumford a accueilli les épreuves de ski de fond des premiers championnats du monde de ski nordique reconnus par la FIS en 1950.